# Bulbophyllum johnsonii
Bulbophyllum johnsonii är en orkidéart som beskrevs av Trevor Edgar Hunt. Bulbophyllum johnsonii ingår i släktet Bulbophyllum och familjen orkidéer. Inga underarter finns listade i Catalogue of Life.